# السياسة في مسلسل عائلة سيمبسون
تُعد السياسة موضوعًا شائعًا في مسلسل الرسوم المتحركة التلفزيوني عائلة سيمبسون. إذ وُجد بعض التقاطُع لهذه الظاهرة مع السياسة الأمريكية الحقيقية. أعرب المحافظون الأمريكيون عن معارضتهم للمسلسل في وقت مبكر من عرضه، حين كان لا يزال مثيرًا للجدل بسبب روح الدعابة الفجة التي يقدمها المسلسل وعدم احترام القيم العائلية. قال الرئيس السابق جورج دبليو بوش أن الولايات المتحدة تحتاج إلى أن تكون أقرب إلى عائلة والتون -في إشارة إلى مسلسل عائلة والتون- لا إلى عائلة سمبسون. مُزِح حول ميل المسلسل المعترف به نحو الليبرالية في حلقات مثل «الحلقة المذهلة -138»، إذ أُشير إلى «مئات الرسائل اليمينية المتطرفة التي أدرجها المؤلف مات غرونينغ في كل عرض».
حديثًا، روج المدونون والمعلقون المحافظون بحماس لميمات الإنترنت (memes) هو مصطلح يقصد به فكرة أو تصرف أو أسلوب ينتشر بين شخص وآخر داخل ثقافة ما، غالبًا بهدف نقل ظاهرة معينة، من المسلسل، مثل المصطلح الساخر لحارس وبواب المدرسة «ويلي»، يصف به الفرنسيين بأنهم «القردة المستسلمة آكلة الجبن». تشمل الموضوعات السياسية التي تناولها مسلسل عائلة سيمبسون قضايا مثل رهاب المثلية والزواج المثلي، والهجرة والرقابة الحدودية، وقضايا تعاطي وإدمان المخدرات ومعاقرة الكحول، وحقوق حمل السلاح، والقضايا البيئية، وقضايا الحملات الانتخابية والفساد.

## التحيز السياسي
يقول بعض المعلقين أن المسلسل سياسي في طبيعته ويميل إلى اليسار. صرح آل جان في مقابلة «نحن -مؤلفي المسلسل- ليبراليو النزعة».
غالبًا ما يُظهر كتاب المسلسل تقديرًا للميول التقدمية، لكن المسلسل يثير النكات عبر الطيف السياسي.
صرح المؤلف مات جرونينج في التعليقات، وكذلك صرح أغلبية الأشخاص الذين يعملون في المسلسل عدة مرات، بأنهم ليبراليون للغاية، لكن البعض منهم، مثل جون شوارتزويلدر، كاتب العديد من الحلقات، صرّحوا بأنهم ليبرتاريون، أيّ أنهم أعضاء بالحزب الليبرتاري أو داعمون له. الحزب الديمقراطي والحزب الجمهوري هما الحزبان الرئيسيان في مدينة سبرينغفيلد، تُعد قلعة دراكولا المُصفحة مقر الحزب الديمقراطي، ويُعد بار السلَطة الشعبي المقر الآخر للحزب، يُمثل عمدة المدينة جو كويمبي الذي يشغل المنصب على نحو متقطع، الحزب الديمقراطي، ومَثّل سايدشو بوب الحزب الجمهوري خلال الفترة القصيرة التي شغل بها منصب العمدة. بين حين وآخر، تُذكر أحزاب أخرى في المسلسل، مثل حلقة عندما أخفق فلاندر، إن فلاندرز في خطر فقدان متجره الصغير «لفتوريوم»، الذي كان من المقرر أن يُصبح مقرًا للحزب الليبرتاري، إذ يأمل فلاندرز أنه سيكون أفضل من متجره. يصوّر المسلسل الحكومة والشركات الكبرى بأنها كيانات شريرة تستغل العامل العادي. وهكذا، غالبًا ما يصور الكتاب شخصيات السلطة بأسلوب سلبي دون إطراء. في مسلسل عائلة سمبسون، السياسيون فاسدون، والوزراء مثل القس لوفجوي طاردون لرواد الكنيسة، وقوة الشرطة المحلية غير كفؤة وفاسدة.

## انتقاد القيم
في 27 يناير 1992، أثار الرئيس جورج بوش الأب -في أثناء حملته الانتخابية للفترة الثانية- جدلًا، إذ أشار إلى عائلة سمبسون في خطاب ألقاه في المؤتمر الوطني لإذاعة واشنطن: «إحدى القيم التي سأتحدث عنها يجب أن تكون غير قابلة للتغيير. إني أتحدث عن الأمانة، والشجاعة الأخلاقية لقول ما هو صحيح وإدانة ما هو خطأ، نحن بحاجة إلى أمة أقرب إلى عائلة والتون، لا عائلة سمبسون. نحن بحاجة إلى أن يكون وطننا رافضًا لسوء الأدب والسلوكيات الفظة، وأن نكون قادرين على تغيير مسار هذه السلوكيات ونبذ التعصب».
في 30 يناير 1992 أُعيد عرض الحلقة الأولى للموسم الثالث «الأب المنفعل المخرِّف تمامًا»، تضمنت الحلقة افتتاحية جديدة للمسلسل، أُضيفت ردًا على خطاب الرئيس. وفيها تجلس العائلة أمام التلفزيون يشاهدون خطاب الرئيس، وعندما يقول بوش: «نحن بحاجة إلى أمة تشبه عائلة والتون أكثر من عائلة سمبسون»، يجيبه بارت: «مهلًا، نحن نشبه عائلة والتون تمامًا. نحن نصلي من أجل نهاية الكساد أيضًا!».
طوّر منتجو العرض ردهم على بوش على نطاق أكبر وذلك بصنع حلقة «الجارين السيئين» (الموسم 7، 1996)، في الحلقة ينتقل بوش إلى نفس حي عائلة سمبسون. قال جوش وينشتاين إن الحلقة غالبًا ما يُساء فهمها. توقع العديد من الجماهير هجاءً سياسيًا، في حين بذل الكتاب جهدًا خاصًا للحفاظ على المحاكاة الساخرة دون أن تكون سياسية. يشدد بيل أوكلي على أن «هذا ليس هجومًا سياسيًا، بل إنه هجوم شخصي!»، وبدلًا من انتقاد سياسات بوش، تسخر الحلقة من «خصومه». تصور الحلقة الرئيس الجمهوري السابق جيرالد فورد رجلًا يشبه هومر تمامًا. تظهر حلقة لاحقة بعنوان «عدو هومر» صورة يستمتع فيها هومر والرئيس السابق فورد بشرب الجعة.
كان بوش الأب هدفًا خاصًا ومحددًا لعائلة سمبسون، وتعرض رؤساء آخرون للانتقاد أيضًا في المسلسل، في حلقات تتوافق مع فترة ولايتهم غالبًا. مثل ظهور الرئيس بيل كلينتون يعزف على الساكسفون الشهير الخاص به ثم يصيح مو سيسلاك به «عد إلى العمل، كلينتون!»، في إشارة إلى أنه كثيرًا ما يُرى وهو يقوم بأنشطة ترفيهية أكثر من المهام الرسمية.

## العلاقات الخارجية

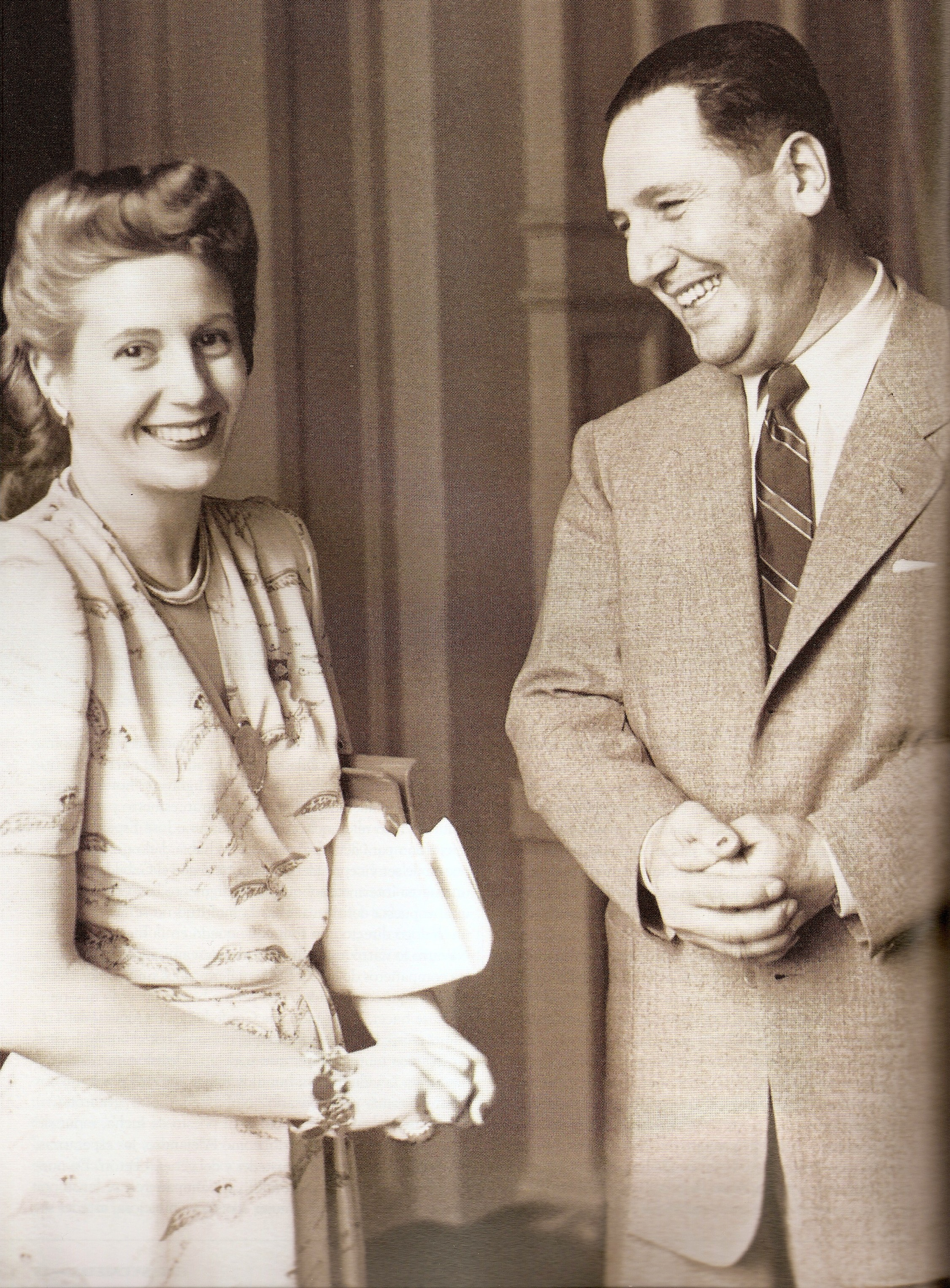
خوان دومينغو بيرون وإيفا بيرون

### الأرجنتين
أثارت حلقة «ويغام من بين الكثرة» جدلًا في الأرجنتين سبَق بثها هناك. يدور الجدل حول حوار بين ليني وكارل في الحلقة. يقول كارل: «يمكنني حقًا أن أقبل بمرشح دكتاتور عسكري نوعًا ما، مثل خوان بيرون. عندما يخفيك قسريًا، ستبقى مختفيًا!». تعليق كارل هو إشارة إلى فترة «الحرب القذرة»، وهي فترة من الديكتاتورية العسكرية اختفى في غضونها نحو 30 ألف من المعارضين السياسيين في الأرجنتين، وتُعد على نطاق واسع بأنها بدأت بعد عامين على الأقل من وفاة بيرون. وشُوهد مقطع الفيديو المثير للجدل على موقع يوتيوب أكثر من عشرة آلاف مرة في الأرجنتين ودعا بعض السياسيين في الأرجنتين إلى حظر الحلقة.
قال لورينزو بيبي، عضو الكونجرس السابق عن حزب العدالة ورئيس معهد خوان دومينغو بيرون: «إن هذا النوع من المسلسلات يسبب ضررًا كبيرًا، لأن حالات الإخفاء القسري لا تزال جرحًا مفتوحًا هنا». وكان رد بعض الناس سلبيًا فقط فيما يتعلق برد ليني على تعليق كارل: «إضافةً إلى ذلك، كانت زوجته مادونا»، في إشارة إلى فيلم إيفيتا، إذ مثلت مادونا دور إيفا بيرون في الفيلم. وقد احتج الأرجنتينيون على اختيار مادونا لدور السيدة الأولى المحبوبة لديهم. وأضاف بيبي «إن الجزء المتعلق بمادونا كان مبالغًا فيه». وقد رفضت لجنة الإذاعة الفيدرالية الأرجنتينية طلب بيبي بحظر هذه الحلقة لعدم انتهاك حرية التعبير.
وفي قرار غير مسبوق، قررت شركة فوكس عدم بث الحلقة في أمريكا اللاتينية. وقالت الشبكة في رسالة بريد إلكتروني أُرسلت لاحقًا إلى وسائل الإعلام، إن هذا القرار استند إلى «احتمال أن تسهم الحادثة في إعادة فتح الجروح المؤلمة جدًا للأرجنتين». أوضحت لجنة الإذاعة الفيدرالية بعد ذلك أن الحلقة لم تُبث في الأرجنتين بإرادة شركة فوكس نفسها.